# Lobophytum venustum
Lobophytum venustum is een zachte koraalsoort uit de familie Alcyoniidae. De koraalsoort komt uit het geslacht Lobophytum. Lobophytum venustum werd in 1957 voor het eerst wetenschappelijk beschreven door Tixier-durivault. 